# Каели (народ)
Кае́ли, также кайе́ли (индон. Suku Kayeli) — австронезийская народность, проживающая в восточной части индонезийского острова Буру, главным образом на побережье залива Каели. С этнографической точки зрения близка другим коренным народам острова Буру.
Общность каели сложилась в период нидерландской колонизации современной территории Индонезии и в XVII—XIX веках занимала привилегированное положение в сравнении с другими жителями Буру. С середины XX века численность народности быстро сокращается и на начало XXI века составляет около 800 человек.
По вероисповеданию абсолютное большинство — мусульмане-сунниты. Родной язык каели был полностью утрачен к концу XX века по мере того, как представители народности перешли на языки других народностей Буру либо на индонезийский язык.

## История
Этногенез каели непосредственно связан с колонизацией острова Буру Нидерландской Ост-Индской компанией в XVII веке. В 1658 году на южном берегу залива Каели было построено первое постоянное голландское поселение с военным фортом, ставшее на два столетия административным центром острова. В укрепленный район, прилегающий к форту, были принудительно переселены тысячи жителей из других частей острова, в т.ч. значительная часть племенной знати. Этим голландцы стремились облегчить контроль над местным населением, а также обеспечить рабочей силой плантации гвоздики, в большом количестве создававшиеся голландцами в этой части острова.
В результате за короткий срок на сравнительно небольшой территории вокруг форта было построено тринадцать крупных деревень. Представители различных народностей острова оказались поселены бок о бок и объединены общей хозяйственной деятельностью, что со временем создало условия для многочисленных смешанных браков. Именно таким образом — путём смешения разноплемённых переселенцев между собой, а также с немногочисленным туземным населением восточной оконечности Буру — в этой части острова произошло формирование новой этнической общности. Уже в конце XVIII века значительная часть населения соответствующей местности идентифицировало себя не по этнической принадлежности своих предков, а как отдельную народность, в качестве самоназвания которой было воспринято название залива и наиболее крупного поселения, возникшего на его побережье.
Характерно, что наличие среди предков племенной знати и постоянное взаимодействие с нидерландской колониальной администрацией обусловили особое социальное положение каели на протяжении последующих столетий, их претензии на роль своего рода элиты острова.
Однако по мере ослабления экономического интереса голландцев к Буру, обусловленного постепенным падением мировых цен на производившуюся здесь гвоздику, привилегированный статус каели постепенно утрачивался. В конце XIX века значительная часть населения побережья залива, не утратившая этнокультурных связей с сородичами, вернулась в районы своего исконного проживания, что пресекло возможность формирования более многочисленной общины каели.
Особенно резко положение каели осложнилось после вхождения острова Буру в состав независимой Индонезии в 1950 году. Потеря привычной поддержки со стороны колонизаторов обусловила их ускоренную ассимиляцию с более многочисленными народностями острова.

## Численность и расселение
Общая численность каели на начало XXI века составляет около 800 человек. Некоторые источники, насчитывающие до 5000 представителей, очевидно, оперируют устаревшими данными. В любом случае, каели являются наиболее малочисленной из туземных народностей Буру: они составляют менее 0,5 % современного населения острова (около 165 тысяч человек на 2012 год). При этом с учётом весьма быстрой ассимиляции каели численность людей, относящих себя к этому народу, продолжает стремительно сокращаться.
Каели достаточно компактно проживают в северо-восточной части Буру. Бо́льшая их часть расселена вдоль южного побережья залива Каели, небольшое количество — в долине реки А́по (индон. sungai Apo), впадающей в залив.

## Язык
В процессе этногенеза каели сложился одноимённый язык, лингвистически близкий буруанскому языку и некоторым другим языкам серамской подгруппы. В рамках языка принято выделять до пяти диалектов.
Характерно, что в процессе ассимиляции каели переходили не на языки более многочисленных народностей Буру, а в основном на амбонский диалект малайского языка, так называемый мела́ю-амбо́н (индон. Melayu Ambon) — широко распространённый на Молуккских островах в качестве лингва-франка. Одновременно всё большее распространение среди них получал государственный язык страны — индонезийский. В результате к концу XX века язык каели оказался полностью утрачен: так, в 1989 году было известно лишь о четырёх его носителях — людях весьма преклонного возраста, причём владевших языком уже не вполне свободно и не использовавших его в быту. С учётом этого обстоятельства с начала XXI века язык каели считается вымершим.

## Религия
Как и само происхождение каели, особенности религиозной принадлежности этой народности напрямую связаны с колонизаторской деятельностью Нидерландов. В силу того, что к моменту появления на острове голландцев в середине XVII века племенная знать и значительная часть простых жителей Буру была обращена в ислам суннитского толка, общность переселённых в 1658 году на побережье залива Каели островитян была мусульманской. Стремясь обеспечить лояльность со стороны переселенцев, администрация Нидерландской Ост-Индской компании в договоре, подписанном с племенными вождями, гарантировала сохранение за ними право на исповедование мусульманской религии. Это обязательство в полной мере соблюдалось голландцами на протяжении следующих столетий: прозелитическая деятельность европейских миссионеров, достаточно активно проповедовавших на Буру как католицизм, так и протестантизм, не затронула район Каели.
В результате каели оказались наиболее исламизированной этнической общностью Буру. Среди них отмечается сохранение пережитков доисламских языческих верований, однако в значительно меньшей степени, чем для других народов острова.

## Хозяйственная деятельность
В первые два века нидерландского владычества абсолютное большинство каели эксплуатировалось на гвоздичных плантациях. После того, как пряности перестали быть основной сельскохозяйственной культурой Буру, хозяйственная деятельность каели диверсифицировалась. Значительная часть народности перешла на выращивание саговой пальмы и эвкалиптового дерева и, соответственно, на производство саго и ароматического масла. Существенное развитие получило рыболовство.